# Fredrik Barth: From Fieldwork to Theory
Fredrik Barth: From Fieldwork to Theory er en dansk portrætfilm fra 2000 instrueret af Werner Sperschneider.

## Handling
Fredrik Barth er Skandinaviens mest kendte social-antropolog. Han har foretaget etnografisk feltarbejde inden for otte forskellige kulturer: (Kurdistan, Pakistan, Iran, Sudan, Papua New Guinea, Oman, Bali og Bhutan). Denne film fortæller om hans arbejde.